# Kladdkaka

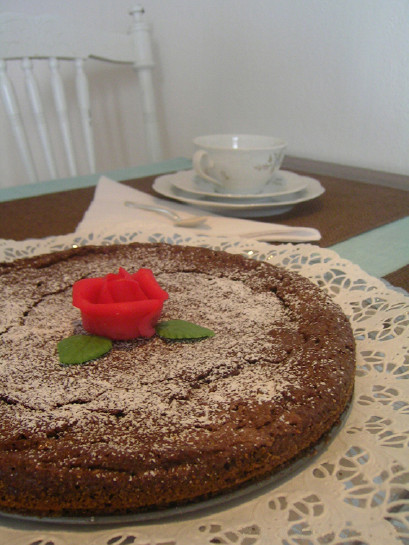
Una kladdkaka con decorar.

La kladdkaka es un tipo de tarta sueca. Es un pastel de chocolate denso y pegajoso parecido al brownie estadounidense, que resulta algo empalagoso. Suele acompañarse de nata montada.